# Książęta czernihowscy

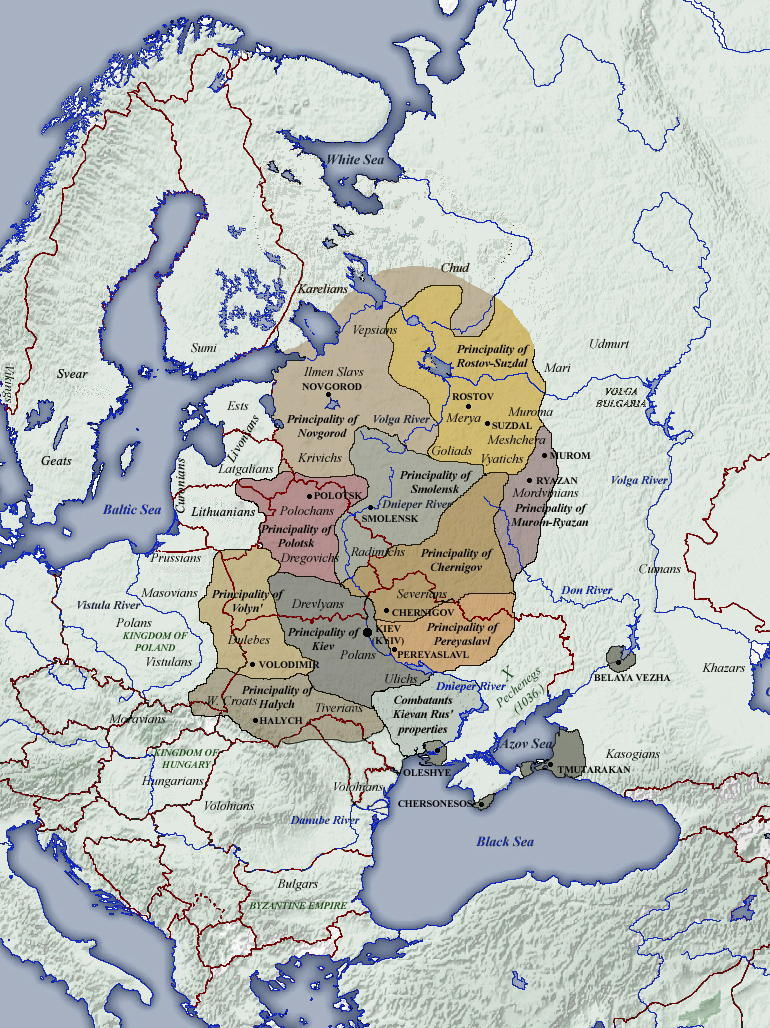
Ruś podczas rozbicia dzielnicowego

Po śmierci Włodzimierza Wielkiego między jego następcami wybuchły walki o władzę zwierzchnią. Wielkim księciem kijowskim był Świętopełk. Jarosław, nazwany później Mądrym, panował w Nowogrodzie Wielkim, Mścisław – w Tmutarakaniu. W 1019 roku Jarosław zajął Kijów, rozbiwszy wojska swego brata nad Altą. W 1024 roku, gdy był zajęty tłumieniem powstania suzdalskiego, na jego ziemie najechał Mścisław na czele wojsk rusko-kaukaskich. Po przegranej bitwie pod Listwicą Jarosław był zmuszony zgodzić się na podział Rusi. Na mocy pokoju z 1026 roku Mścisław otrzymał ziemie, położone na lewym brzegu Dniepru z głównymi grodami Czernihowem i Perejasławiem. W 1036 roku Mścisław zmarł, nie pozostawiwszy następcy. Jego ziemie powróciły pod władzę Kijowa.

## Od śmierci Jarosława do zjazdu w Lubieczu (1054–1097)
Po śmierci Jarosława Mądrego wyodrębniło się oddzielne księstwo czernihowskie, jednak jeszcze za jego życia, został wprowadzony porządek dziedziczenia władzy, polegający na przestrzeganiu zasady senioratu. Ruś Kijowska została podzielona między pięcioma synami Jarosława. Czernihów przypadł w udziale Światosławowi. W 1073 roku wbrew zasadzie senioratu Światosław zajął tron wielkoksiążęcy na skutek ucieczki Izjasława do Polski. W ten sposób zjednoczył pod jednym berłem księstwo czernihowskie i Wielkie Księstwo Kijowskie. Zmarł w 1076 roku.
Po śmierci Światosława następnym w kolejności do tronu wielkoksiążęcego, a więc i do władzy nad księstwem czernihowskim, był Wsiewołod Jarosławowicz, książę pierejasławski, suzdalski, rostowski i biełozierski. Kilka miesięcy po objęciu przez niego rządów do Kijowa przy wsparciu Polaków powrócił Izjaslaw Jarosławowicz i Wsiewołod ustąpił mu tron wielkoksiążęcy, zatrzymując dla siebie księstwo czernihowskie.
W dniach 4–12 maja 1077 roku na tronie czernihowskim zasiadał syn Wiaczesława smoleńskiego, izgoj Borys Wiaczesławowicz, który wykorzystał konflikt zbrojny między Wsiewołodem a powracającym do Kijowa ze wsparciem polskim Izjasławem. Borys był zmuszony jednak do ucieczki do Tmutarakania. W następnym roku potomkowie Światosława pod wodzą Olega Michała przy pomocy Jasów, Kasogów i Połowców oraz wsparcia Borysa Wiaczesławowicza próbowali wypędzić Wsiewołoda. Zdobyli księstwo czernihowskie, a Wsiewołod zmuszony był prosić wielkiego księcia Izjaslawa o pomoc przy pokonaniu koalicji. W bitwie na Nieżatinej Niwie w 1078 roku Jarosławowicze rozbili przeciwników. Izjasław poległ w bitwie, Wsiewołod został wielkim księciem kijowskim, a tron w Czernihowie dostał jego syn Włodzimierz Monomach. Oleg Michał uciekł do Tmutarakania.
Po śmierci Wsiewołoda w 1093 roku porządek obejmowania tronu wielkoksiążęcego został naruszony. Władzę w Kijowie objął Świętopełk, syn Izjasława Jarosławowicza, pozostawiwszy księstwo czernihowskie pod władzą swego kuzyna, Włodzimierza Monomacha. W 1094 roku Oleg Michał, wspierany przez Połowców, zmusił Włodzimierza Monomacha do opuszczenia Czernihowa i wycofania się do Perejasławia. W 1096 roku, dzięki pomocy militarnej wielkiego księcia, Włodzimierz Monomach wypędził Olega Michała z Czernihowa.
Wewnętrzne rozbicie Rusi Kijowskiej oraz osłabienie autorytetu wielkiego księcia doprowadziły do zjazdu w Lubieczu w 1097 roku, na którym na nowo dokonano podziału państwa. Księstwo czernihowskie zostało przywrócone Światosławowiczom: Olegowi Michałowi, Dawidowi i Jarosławowi.

## Od zjazdu w Lubieczu do najazdu tatarskiego (1097–1239)
| Imię                                  | Okres panowania |
| ------------------------------------- | --------------- |
| Mścisław I Chrobry                    | 1026–1036       |
| księstwo pod rządami Kijowa 1036–1054 |                 |
| Światosław II                         | 1054–1076       |
| Wsiewołod I                           | 1076–1077       |
| Borys Wiaczesławowicz                 | 1077            |
| Wsiewołod I                           | 1077–1078       |
| Oleg Michał                           | 1078            |
| Włodzimierz II Monomach               | 1078–1094       |
| Oleg Michał                           | 1094–1096       |
| Włodzimierz II Monomach               | 1096–1097       |
| Dawid Światosławowicz                 | 1097–1123       |
| Jarosław Światosławowicz              | 1123–1127       |
| Wsiewołod Olegowicz                   | 1127–1139       |
| Włodzimierz Dawidowicz                | 1139–1151       |
| Izjasław Dawidowicz                   | 1151–1155       |
| Światosław Olegowicz                  | 1155            |
| Izjasław Dawidowicz                   | 1155–1157       |
| Światosław Olegowicz                  | 1157–1164       |
| Światosław Wsiewołodowicz             | 1164–1180       |
| Jarosław Wsiewołodowicz               | 1180–1198       |

Rok 1097 jest początkiem panowania Światosławowiczów w księstwie czernihowskim. Zjazd Rurykowiczów w Lubieczu przyczynił się do podziału Czernihowszczyzny na trzy udziały. Czernihów został oddany słabemu i nieenergicznemu Dawidowi Światosławowiczowi. Wydzielono dla młodszych Światosławowiczów księstwo nowogrodzko-siewierskie, które otrzymał Oleg Michał, oraz muromsko-riazańskie, w którym panował Jarosław.
Potomkowie Światosława II zajmowali tron czernihowski na zasadzie senioratu. W razie śmierci księcia czernihowskiego władzę przejmował najstarszy potomek męski w linii Światosławiczów. Zasada ta była naruszana rzadko. Władzę nad Czernihowem sprawowali w różnych okresach książęta z linii Dawida (Dawidowicze) i Olega Michała (Olegowicze). Jarosławowe księstwo muromsko-riazańskie usamodzielniło się stosunkowo wcześnie i, choć Jarosław po śmierci Dawida Światosławowicza w 1123 roku jeszcze sprawował kilkuletnie rządy w Czernihowie, to jego potomkowie już nie opuszczali prawie swojej dzielnicy.
W 1126 roku Jarosław został wygnany z Czernihowa przez Wsiewołoda Olegowicza, tym samym po raz pierwszy została złamana zasada senioratu. W obronie praw Jarosława do tronu czernihowskiego próbował interweniować wielki książę kijowski Mścisław Włodzimierzowicz, jednak dyplomacja Wsiewołoda przychyliła Kijów na stronę Olegowicza. W 1139 roku Wsiewołod zajął wielkoksiążęcy tron kijowski, oddawszy Czernihów, zgodnie z zasadą senioratu, najstarszemu wśród Światosławiczów – Włodzimierzowi Dawidowiczowi, po którego śmierci w 1151 roku księciem czernihowskim został Izjasław Dawidowicz. Olegowicze po raz drugi przejęli władzę w Czernihowie po uzyskaniu przez Izjasława tronu kijowskiego w 1155 roku. Księciem na Czernihowie został Światosław Olegowicz, jednak po miesiącu zwrócił księstwo Izjasławowi, który w obliczu konfliktu z Jerzym Dołgorukim opuścił tron kijowski i powrócił do Czernihowa.
Po śmierci Jerzego Dołgorukiego w 1157 roku Izjasław Dawidowicz ponownie zasiadł na tronie w Kijowie, natomiast Światosław Olegowicz – w Czernihowie. W 1157 roku Światosław uwikłał się w czteroletni konflikt zbrojny przeciwko Izjasławowi Dawidowiczowi i Andrzejowi Bogolubskiemu, wszedłszy w koalicję z książętami zachodnimi Rościsławem Michałem, Mścisławem Izjasławiczem i Jarosławem Ośmiomysłem. Podczas działań wojennych w 1161 roku zginął Izjasław, wskutek czego wygasła linia Dawidowiczów. Synowie Olega Michała zostali jedynymi spadkobiercami tronu czernihowskiego i dali początek trzem rozgałęzieniom Olegowiczów. Potomkowie Wsiewołoda Olegowicza nazywali się Wsiewołodowiczami i należeli do tzw. linii czernihowskiej. Tzw. linia siewierska została zapoczątkowana przez Światosława Olegowicza, a jego potomkowie określali się Światosławiczami. Najmłodzą linię – tzw. kurską – zapoczątkował Gleb Olegowicz. Wygasła ona stosunkowo szybko, a księstwo kurskie przejęli Światosławicze.
W 1164 roku zmarł Światosław Olegowicz, tron czernihowski zajął Światosław Wsiewołodowicz. Prawa do Czernihowa rościł także starszy syn zmarłego Światosława Olegowicza – Oleg Światosławowicz, wspierany przez bojarstwo i duchowieństwo czernihowskie oraz wdowę po ojcu. Zaniechał starań w zamian za Nowogród Siewierski, który zgodnie z prawem senioratu miał przypaść rodzonemu bratu Światosława – Jarosławowi Wsiewołodowiczowi – oraz za obietnicę wyznaczenia udziałów dla młodszych braci Olega – Igora i Wsiewołoda Światosławiczów – której Światosław Wsiewołodowicz nie spełnił. Polityka Światosława Wsiewołodowicza różniła się od działań jego poprzedników, zmierzających do opanowania stolca kijowskiego, co każdorazowo powodowało osłabienie księstwa. Dlatego w 1169 roku nie wziął osobiście udziału w wyprawie Andrzeja Bogolubskiego na Kijów, ograniczając się do wysłania mu na pomoc Olega i Igora siewierskich. W 1173 roku Światosław jako najstarszy w rodzie pretendował do tronu kijowskiego, jednak wielkim księciem przy poparciu smoleńskich Rościsławowiczów, potomków Rościsława Michała, został Jarosław Iziasławowicz. Rok później Światosław zdobył Kijów, zmuszając Jarosława do ucieczki na Wołyń. Ten krok spotkał się z reakcją Olega siewierskiego, który najechał i spustoszył Czernihów. W obliczu grożącej z tego powodu wojny Światosław Wsiewołodowicz powrócił do księstwa czernihowskiego, uprowadzając żonę i dzieci Jarosława. W 1175 roku Oleg Światosławowicz w porozumieniu z Jarosławem Izjasławowiczem i synem Rościsława smoleńskiego wyprawił się przeciwko Światosławowi Wsiewołodowiczowi. Na skutek konfliktu zostały spalone Łutawa i Morowsk. Sprzymierzeńcy Olega bez porozumienia z nim zawarli ze Światosławem pokój, co pozwoliło księciu czernihowskiemu na podjęcie pomyślnej wyprawy zbrojnej na Nowogród Siewierski. W 1176 roku Światosław Wsiewołodowicz interweniował w sprawy dynastyczne księstwa włodzimiersko-suzdalskiego, wspierając braci Michała i Wsiewołoda Wielkie Gniazdo w walce przeciwko Rościsławowiczom o objęcie schedy po zmarłym dwa lata wcześniej Andrzeju Bogolubskim. W 1177 roku z winy Dawida Rościsławowicza, brata wielkiego księcia kijowskiego Romana Rościsławowicza, zachodnie tereny księstwa kijowskiego zostały spustoszone przez Połowców. Światosław zażądał ukarania księcia pozbawieniem dzielnicy. Gdy ten odmówił, książę czernihowski najechał Kijów i zmusił Romana do ucieczki. Próba odzyskania Kijowa przez Romana spotkała się z niepowodzeniem.
| Lata Panowania           | Władca                | Portret Władcy | Rodzice                       | Urodzony | Zmarł        |
| ------------------------ | --------------------- | -------------- | ----------------------------- | -------- | ------------ |
| 1198-1202                | Igor II               |                | Światosław, nieznana          | 1151     | 1201         |
| 1202-1204                | Oleg III              |                | Światosław III, nieznana      | ?        | 1204         |
| 1204-1210/1212 1214-1215 | Wsiewołod III Czermny |                | Światosław III, Maria Połocka | ?        | 1212         |
| 1210/1212-1214           | Ruryk II Wasyl        |                | Rościsław I, nieznana         | ?        | 1214         |
| 1215                     | Dawid                 |                | Oleg, nieznana                | ?        | ?            |
| 1215-1219                | Gleb                  |                | Światosław, nieznana          | ?        | 1216/1219    |
| 1219-1224                | Mścisław              |                | Światosław, nieznana          | ?        | 31 maja 1223 |
| 1224-1226 1226-1235      | Michał I Święty       |                | Wsiewołod III Czermny         | 1179     | 1246         |
| 1226                     | Oleg IV               |                | Światosław, nieznana          | ?        | 1226 (?)     |
| 1235-1239                | Mścisław              |                | Gleb, nieznana                | ?        | 1239         |

## Od najazdu tatarskiego do podbicia księstwa przez Litwę (1239–ok. 1330)
- Rościsław IV Michajłowicz (1239-1243)
- Michał I Wsiewołodowicz Święty (1243-1245)
- Andrzej Mścisławowicz (1246)
- Wsiewołod Jaropełkowicz (1246-1261)
- Andrzej Wsiewołodowicz (1261-1263)
- Roman I Michajłowicz Stary (1263-1288)
- Oleg V Romanowicz (1288-kon. XIII w.)
- Michał Dymitrowicz (kon. XIII w.-pocz. XIV w.)
- Michał Aleksandrowicz (I połowa XIV w.)

## Rurykowicze - (po podbiciu księstwa przez Litwę po ok. 1330)
- Roman II Michajłowicz Młody (namiestnik księcia litewskiego Witolda)

## Giedyminowicze
- Dymitr Starszy Olgierdowic (1375-1380)
- Konstanty Olgierdowicz (1380-1393)